# Omhällsberg

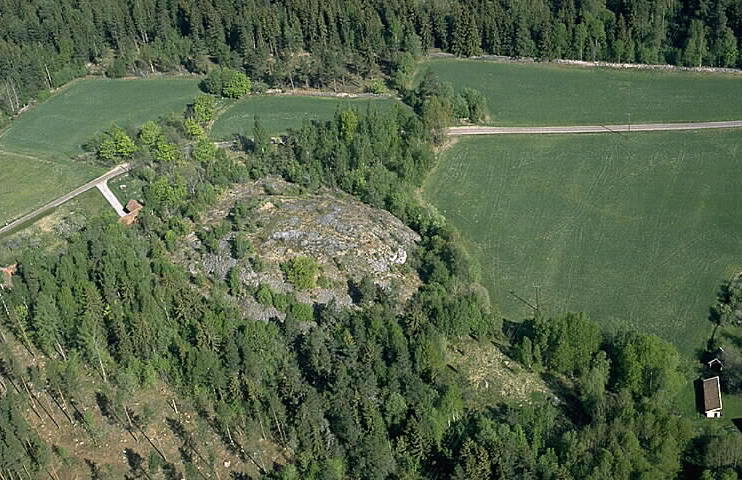
Omhällsberg

Die 105 m hoch gelegene eisenzeitliche Fornborg Omhällsberg liegt westlich des Weilers Stenstorp, in Hallsberg, nördlich von Pålsboda im Süden von Närke in Schweden.
Die ovale Fornborg von 120 auf 100 m liegt auf einem hohen, im Norden und Osten durch steile Hänge und Steintäler begrenzten Berg. Am Hang im Süden und Westen liegen etwa 10,0 m voneinander entfernt, zwei parallele Wälle, etwa 140 und 80 m lang, 5 bis 15 m breit und 1 bis 2 m hoch, bestehend aus 0,4 bis 0,8 m messenden Steinen. Die beiden Wälle haben fünf 1 bis 3 m breite Zugänge. Es gibt zwei weitere Wälle. Die Außenmauer ist teilweise abgerissen. Das Innere enthält reichlich Rückstände von verbranntem Material und besteht zumeist aus Aufschlüssen. 